# Guerra Mexicano-Americana
A Guerra Mexicano-Americana, também conhecida nos Estados Unidos de Guerra Mexicana (chamada por historiadores mexicanos como Intervención estadounidense en México ou ainda Guerra de Estados Unidos-México) foi uma invasão realizada por tropas do Exército dos Estados Unidos contra o México, realizada entre 1846 e 1848. Foi antecedida pela anexação do Texas pelos Estados Unidos em dezembro de 1845, que o México ainda considerava seu território porque havia se recusado a reconhecer os Tratados de Velasco, assinados pelo presidente Antonio López de Santa Anna depois que ele foi capturado pelo Exército Texano durante a Revolução do Texas de 1836. A República do Texas foi um de facto país independente, mas a maioria dos seus cidadãos anglo-americanos que se mudaram dos Estados Unidos para o Texas depois de 1822 queriam ser anexados pelos Estados Unidos.
As políticas seccionais sobre escravidão nos Estados Unidos estavam impedindo a anexação porque o Texas, antes um território livre de escravidão sob o domínio mexicano, teria sido admitido como um estado escravista, perturbando o equilíbrio de poder entre os estados livres do Norte e os estados escravistas do Sul. Na eleição presidencial nos Estados Unidos em 1844, o democrata James K. Polk foi eleito em uma plataforma de expansão do território estadunidense para o Oregon, Califórnia (também um território mexicano) e Texas, de qualquer maneira possível, com a anexação do Texas em 1845 promovendo esse objetivo. No entanto, a fronteira entre o Texas e o México foi contestada, com a República Texana e os Estados Unidos afirmando que ela deveria ser delimitada pelo Rio Grande e os mexicanos alegando que deveria ser mais ao norte do Rio Nueces. Polk enviou então uma missão diplomática ao México na tentativa de comprar o território disputado, juntamente com a Califórnia e todo o resto, por um valor de US$ 25 milhões de dólares (aproximadamente US$ 750,7 milhões em valores de 2022), uma oferta que o governo mexicano recusou. Polk então enviou um grupo de 80 soldados através do território disputado até o Rio Grande, ignorando as exigências mexicanas para se retirar. O exército mexicano interpretou isso como o início de uma invasão em larga escala e expulsou os militares americanos do seu território em abril de 1846, um movimento que Polk usou para convencer o Congresso dos Estados Unidos a declarar guerra.
Além da área disputada do Texas, as forças militares dos Estados Unidos ocuparam rapidamente a capital regional de Santa Fé do Novo México ao longo do alto Rio Grande. Tropas estadunidenses também avançaram contra a província da Alta Califórnia e depois viraram para o sul. A Esquadra do Pacífico da Marinha dos Estados Unidos bloqueou a costa do Pacífico no Território da Baixa Califórnia. O exército estadunidense, sob o comando do major-general Winfield Scott, invadiu o coração do México e capturou a capital do país, em setembro de 1847. Embora o México tenha sido derrotado no campo de batalha, negociar a paz foi uma questão politicamente delicada. Algumas facções mexicanas recusaram-se a considerar qualquer reconhecimento da perda de território. Embora Polk tenha formalmente destituído seu enviado de paz, Nicholas Trist, do cargo de negociador, Trist ignorou a ordem e concluiu com sucesso o Tratado de Guadalupe Hidalgo em 1848. O tratado encerrou a guerra e o México reconheceu a cessão do atual Texas, Califórnia, Nevada e Utah, bem como partes do atual Arizona, Colorado, Novo México e Wyoming. Os Estados Unidos concordaram em pagar US$ 15 milhões pelos danos físicos da guerra e assumiram uma dívida de US$ 3,25 milhões já devida pelo governo mexicano a cidadãos dos Estados Unidos. O México renunciou às suas reivindicações sobre o Texas e aceitou o Rio Grande como sua fronteira norte com os Estados Unidos, resultando na perda de 55% de seu território.
A vitória e a expansão territorial que o Presidente Polk imaginava inspiraram o patriotismo em algumas regiões dos Estados Unidos, mas a guerra e o tratado foram alvo de críticas intensas devido às baixas, custo financeiro e excessos. A questão de como tratar as novas aquisições intensificou o debate sobre a escravidão nos Estados Unidos. Embora o Wilmot Proviso, que proibia explicitamente a extensão da escravidão para o território mexicano conquistado, não tenha sido adotado pelo Congresso, os debates sobre isso aumentaram as tensões regionais. Alguns estudiosos veem a Guerra Mexicano-Americana como um precursor da Guerra Civil Americana. Muitos oficiais que foram treinados na Academia Militar dos Estados Unidos adquiriram experiência na guerra no México e desempenharam papéis de liderança proeminentes durante a Guerra Civil.
No México, a guerra agravou a agitação política doméstica. Como a guerra foi travada em solo mexicano, o país sofreu grandes perdas de vida tanto na população militar quanto civil. Os alicerces financeiros da nação foram minados, e mais da metade de seu território foi perdido. O México experimentou uma perda de prestígio nacional, deixando-o em um que um grupo de escritores mexicanos, incluindo Ramón Alcaraz e José María del Castillo Velasco, chamou de "estado de degradação e ruína... [Quanto] à verdadeira origem da guerra, é suficiente dizer que a ambição insaciável dos Estados Unidos, favorecida pela nossa fraqueza, a causou".

## Causas

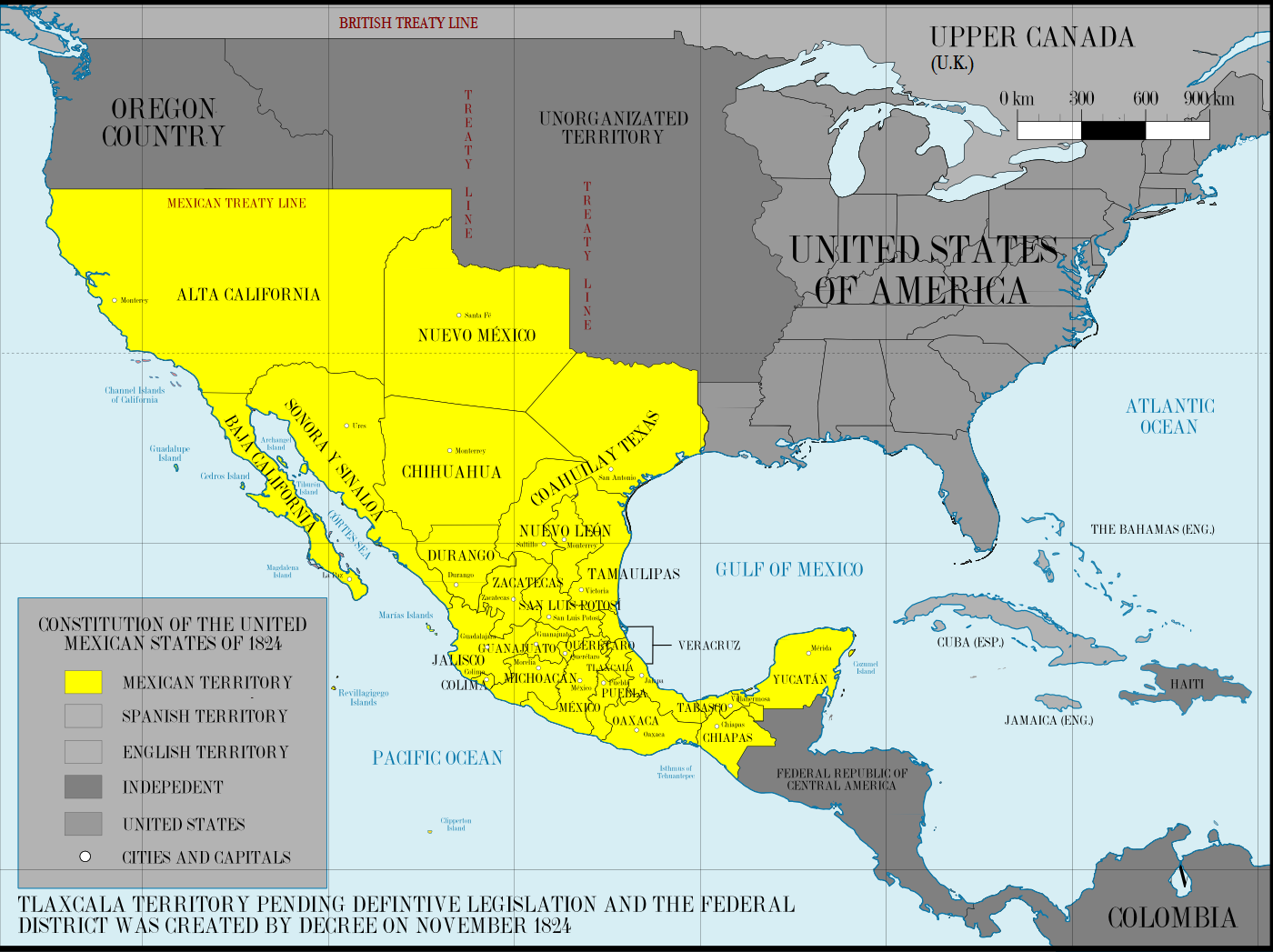
O México em 1824, antes da guerra mexicano-americana

A guerra entre os Estados Unidos e o México teve duas causas básicas. Primeiro, o desejo de expansão territorial dos Estados Unidos pela América do Norte causou conflito com todos os seus vizinhos: dos britânicos no Canadá e Oregon aos mexicanos no sudoeste e, é claro, com os povos ameríndios. Desde a aquisição, feita pelo presidente Thomas Jefferson, do território da Luisiana em 1803, os americanos migraram para o oeste, em números cada vez maiores, muitas vezes em terras que não pertenciam aos Estados Unidos.
Em 1845, com a chegada de James K. Polk à presidência dos Estados Unidos, as ideias do Destino Manifesto haviam criado raízes na cultura do país, e o novo ocupante da Casa Branca tinha uma firme crença na ideia de expansão. Basicamente, os Estados Unidos teriam um direito dado por Deus de ocupar e "civilizar" toda a América. Essa crença ganhou força à medida que os Estados Unidos se estabeleciam em terras ocidentais. Embora a maior parte dessas áreas já tivessem proprietários, os descendentes dos colonizadores britânicos, com seus ideais e ética cristã protestante, acreditavam que fariam um trabalho melhor do que os povos nativos da América ou os mexicanos católicos na colonização das regiões. O "destino manifesto" não significou necessariamente expansão violenta. Nos anos 1835 e 1845, os Estados Unidos ofereceram para comprar a Califórnia ao México, por valores de 5 milhões e 25 milhões de dólares, respectivamente. Na ocasião, o México recusou a oferta, que representaria a venda de cerca de metade de seu território.

Guerra EUA/México e suas campanhas.

A segunda causa básica da guerra foi a Guerra da Independência do Texas e a anexação posterior dessa área pelos Estados Unidos. O México não reconheceu a anexação e reivindicou a região, alegando que o Texas era um Estado mexicano rebelde. Mas apesar da forte pressão da opinião pública do México para guerra, de início não houve resistência armada à anexação. A guerra só começaria com a tentativa de os Estados Unidos expandir as fronteiras do território anexado para além dos limites do antigo Departamento de Tejas mexicano.
A disputa política transformou-se num conflito militar aberto quando um destacamento do Exército dos Estados Unidos, sob comando de Zachary Taylor, invadiu o território ao sul do rio Nueces. Embora essa área não fizesse parte do Texas quando ainda era o Departamento de Tejas, parte do estado Mexicano de Coahuila y Tejas, os Estados Unidos reivindicavam essa terra para si. A pretensão baseava-se no tratado de Velasco, assinado por Antonio López de Santa Anna em 1836, em que concordava em recuar as tropas mexicanas para além do Rio Grande, cerca de 240 km ao sul de Nueces. O entendimento dos Estados Unidos era que esse recuo estabelecia a nova fronteira do estado que se tornara de facto independente. O México não partilhava dessa leitura e não reconhecia a validade do tratado que fora firmado por Santa Anna enquanto esteve prisioneiro dos texanos, e que o congresso mexicano se recusara a ratificar, negando que o signatário tivesse poderes para tal acordo. Seguiu-se uma série de escaramuças que finalmente transformaram-se em guerra em plena escala.

## Oposição nos Estados Unidos
A expedição contava com apoio entusiástico do Partido Democrata e com a veemente oposição dos whigs. Havia uma grande diferença ideológica entre as duas facções. Os democratas, fiéis ao Destino Manifesto e à Doutrina Monroe, acreditavam ser dever de os Estados Unidos levarem os benefícios do seu sistema de governo a todo o continente americano, ainda que pelo uso de armas. Os whigs acreditavam que o caminho para o mesmo objetivo era aperfeiçoar a democracia local e ganhar os vizinhos pela contundência do seu exemplo, e não com a força.
Os debates no congresso foram extremamente acalorados. O conhecido abolicionista e congressista whig Joshua Reed Giddings chegou a declarar da tribuna do congresso:
| “ | No assassinato de mexicanos em seu próprio solo e no roubo da terra que lhes pertence, eu não posso tomar parte nem agora nem no porvir. A culpa por esses crimes deve cair sobre outros | ” |

A posteriori, um dos críticos proeminentes do papel dos Estados Unidos na guerra foi Ulysses Grant, que nela combateu com distinção quando jovem oficial do exército invasor. Nas suas Memórias, Grant qualificou a guerra como
| “ | ...uma das mais injustas movidas em qualquer tempo por uma nação mais forte contra uma mais fraca. | ” |

Mais tarde Grant tornar-se-ia comandante-em-chefe das forças da União durante a Guerra da Secessão e depois presidente dos Estados Unidos.
Parte do imaginário coletivo norte-americano acreditava que era destino dos EUA realizar sua expansão territorial, tinha-se a crença de que a Providência Divina demandava dos norte-americanos uma postura civilizatória, em oposição às forças europeias que supostamente desejavam frear o crescimento da América. Pouco a pouco, essa crença se transmutava num nacionalismo norte-americano, numa visão exaltada de si próprio como povo e Nação. Em Massachusetts, o sentimento para com a guerra se desenvolveu de forma a se afastar desse nacionalismo, parte dessa população não apoiava o embate com os mexicanos. O estado de Massachusetts caracterizou a empreitada americana como uma “guerra de conquista” que dizia interesse para os fazendeiros escravistas. Dentre as pessoas que desaprovavam a guerra México-americana, a oposição mais conhecida é a de Henry David Thoreau, pois “não foi apenas um crítico a guerra como agressão ao México, mas também se negou a pagar impostos como protesto (...)”. Nesse cenário, Thoreau escreveu seu escrito mais popular “A Desobediência Civil”, um ensaio no qual criticava os maus governos e propunha um modelo de combate à tirania.
Há uma longa tradição nos EUA de hostilidade para com o Estado e defesa da autonomia individual; os Estados Unidos é, afinal de contas, a democracia liberal mais antiga do mundo. Existe um profundo enraizamento da defesa dos direitos individuais dentro das visões de mundo norte-americanas. No século XIX Henry David Thoreau se aproximou muito de um individualismo libertário baseado na descoberta da verdadeira natureza humana através de uma cultura ligada à natureza, movimento esse que ficou conhecido como “Naturalismo Transcendentalista” ou “Individualismo Transcendentalista”.
Perante a guerra contra o México, a pergunta que Thoreau se fez, basicamente, foi “como lidar com esse mal?”. Basicamente, a resposta fora “não compactuar com esse mesmo mal”. Henry Thoreau diz em seu ensaio: “Todos os homens reconhecem o direito de revolução; isto é, o direito de recusar obediência ao governo, e de resistir a ele, quando sua tirania ou sua ineficiência são grandes e intoleráveis”. O naturalista se recusou a pagar impostos para o governo americano, a recusa de Thoreau a pagar imposto foi um ato simbólico de protesto contra um governo escravista e que deflagra guerra contra outros indivíduos. O escritor não podia, aos seus próprios olhos, reconhecer um governo que propaga a violência e o mal. E, justamente por isso, aceitou ir para a prisão, afirmando que num governo que prega o aprisionamento moral, o verdadeiro lugar de um homem honesto seria a prisão.
A “resistência”, para esse autor, era a capacidade de se autodefender. A sonegação de impostos seria legítima defesa. Henry Thoreau enxergava o Estado como um todo sob a ótica de que o mesmo está sujeito ao fracasso, afirmando em sua obra: “O governo em si, que é apenas o modo que o povo escolheu para executar sua vontade, está igualmente sujeito ao abuso e à perversão antes que o povo possa agir por meio dele. Prova disso é a atual guerra mexicana, obra de relativamente poucos indivíduos que usam o governo permanente como seu instrumento, pois, desde o princípio, o povo não teria consentido semelhante iniciativa”. A oposição que existia, era não necessariamente entre Governo x Cidadão, mas sim entre Governo x Consciência. A “teoria” thoreauriana tem base no princípio dos indivíduos exercer seu próprio julgamento e não servir ao Estado como uma máquina, que não questiona, ou como um boneco de madeira que pode ser modelado da forma que o escultor (o Estado) desejar.
Thoreau não se envolveu em nenhum partido político, ou movimento organizado, era adepto de uma “revolução-de-um-só-homem”, ou seja, que cada indivíduo ganhasse consciência perante um mau governo. O engajamento do transcendentalista com o Estado se deu apenas pela sua ação como escritor e a recusa de contribuir com seu dinheiro. Lê-se em A desobediência civil: “Que cada homem faça saber qual é o tipo de governo capaz de conquistar seu respeito”. “A desobediência civil de Thoreau é a escolha que ele fez quando não havia outra escolha que não agir; não é apenas ação, mas uma ação necessária (...)”. A ação de Thoreau, fora, em essência uma ação não-violenta, o autor seria um dos precursores do movimento de não-violência utilizados por Gandhi e Martin Luther King Jr. E, assim como estes últimos, a ação do americano é relacionada diretamente com uma fonte essencial de opressão, o Estado. Mesmo que para o autor nenhum homem seja responsável por solucionar algum mal que seja, os indivíduos têm a obrigação de não compactuar com este mal, devem desobedecer às leis injustas e não apoiar as práticas condenáveis:
“Em outras palavras, quando um sexto da população do país que se apresenta como refúgio da liberdade é composto de escravos, e uma nação inteira é injustamente atacada, conquistada por um exército estrangeiro e submetido à lei militar, penso que não é cedo demais para os homens honestos se rebelarem e fazerem a revolução. O que torna ainda mais urgente esse dever é o fato de que o país assim atacado não é o nosso, pois nosso é o exército invasor (...) Se a injustiça tiver uma mola própria e exclusiva, ou uma polia, ou uma corda, ou uma manivela, talvez seja o caso de avaliar se o remédio não seria pior que o mal; mas se ela for do tipo que requer que você seja o agente da injustiça contra outra pessoa, então, eu digo: Viole a lei”.

### Descrição do conflito

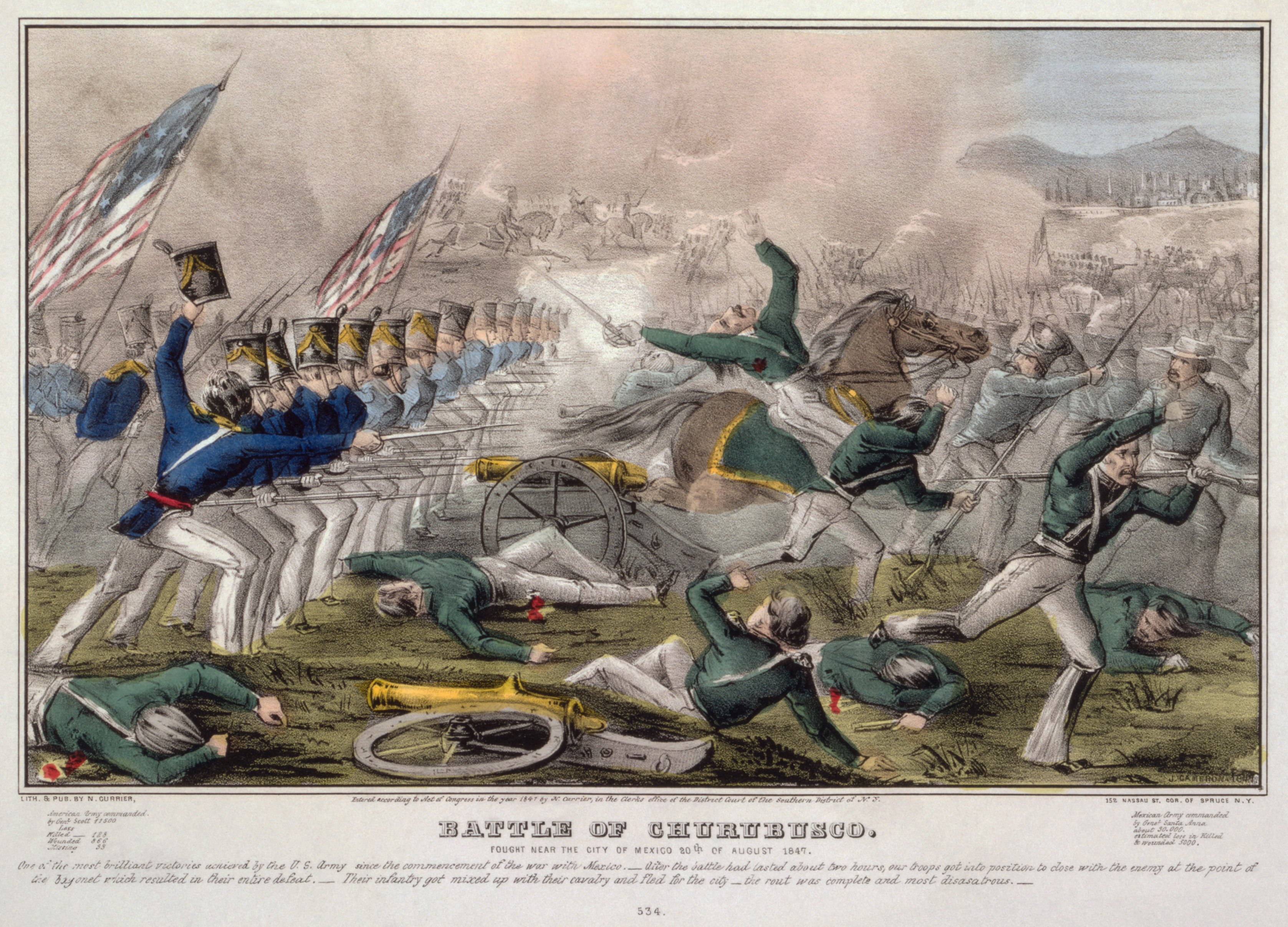
Pintura da batalha de Churubusco (1847), por J. Cameron.

Em seu início, o conflito foi convencional, travado por exércitos tradicionais consistindo de cavalaria, infantaria e artilharia utilizando táticas estabelecidas em estilo europeu. Como as forças norte-americanas chegaram ao coração do México, algumas das forças de defesa recorreram a táticas de guerrilha para perseguir os invasores, mas estas forças irregulares não influenciaram fortemente o resultado da guerra.
Após o início das hostilidades, os militares dos Estados Unidos embarcaram em estratégia tripla destinada a tomar o controle do norte do México e uma força de paz no início.[carece de fontes?] Dois exércitos norte-americanos moveram para o sul do Texas, enquanto uma terceira força sob o coronel Stephen Kearny viajou para o oeste de Santa Fé, Novo México e depois para a Califórnia. Numa série de batalhas em Palo Alto e de Resaca del la Palma (perto da atual Brownsville, Texas), o exército do general Zachary Taylor derrotou as forças do México e começou a mover para o sul após fazer mais de mil vítimas. Em julho e agosto de 1846, a Marinha dos Estados Unidos apreendeu Monterey e Los Angeles, na Califórnia. Em setembro de 1846, o exército de Taylor lutou contra as forças do general Ampudia para o controle da cidade mexicana de Monterey em uma batalha de três dias sangrentos. Após a captura da cidade pelos norte-americanos, seguiu-se uma trégua temporária que permitiu aos dois exércitos se recuperarem da desgastante batalha de Monterey. Durante este tempo, o ex-presidente Antonio López de Santa Anna voltou para o México do exílio e foi criado e treinado um novo exército, de mais de 20 mil homens, para se opor aos invasores. Apesar das perdas de grandes extensões de terra, e a derrota em várias grandes batalhas, o governo mexicano recusou-se a fazer a paz. Tornou-se evidente para Polk que apenas uma vitória completa no campo de batalha selaria o fim da guerra. A luta continuou nos desertos secos do norte do México aos Estados Unidos convencido de que uma expedição por terra para capturar a capital inimiga, Cidade do México, seria perigosa e difícil. Para este fim, o general Winfield Scott propôs o que se tornaria o maior desembarque anfíbio da história (na época), e uma campanha para se apoderarem da capital do México.
Em 9 de março de 1847, o general Scott desembarcou com um exército de 12 milhares de homens nas praias perto de Veracruz, mais importante porto oriental do México. A partir deste ponto, de março a agosto, Scott e Santa Anna lutaram uma série de sangrentas e duras batalhas do interior em direção a costa da Cidade do México. As batalhas mais importantes desta campanha incluem as batalhas de: Cerro Gordo (18 de abril), Contreras (20 de agosto), Churubusco (20 de agosto), Molino del Rey (08 de setembro) e Chapultepec (13 de setembro). Finalmente, em 14 de setembro, o exército norte-americano entrou na Cidade do México. A população da cidade ofereceu alguma resistência para os ocupantes, mas até meados de outubro os distúrbios tinham sido debelados e o Exército dos Estados Unidos desfrutou controle total. Após a ocupação da cidade, Santa Anna renunciou à presidência, mantendo-se entretanto no comando do seu exército. Ele tentou continuar as operações militares contra os norte-americanos, mas as suas tropas, derrotadas e desanimadas, recusaram-se a lutar. O novo governo pediu de imediato a sua demissão militar. Operações de guerrilha contra as linhas levaram Scott de volta a Veracruz para abastecimento, mas esta resistência mostrou-se ineficaz.
Em 2 de fevereiro de 1848 foi assinado o Tratado de Guadalupe Hidalgo, ratificado pelos congressos dos dois países. Basicamente o tratado previa a anexação de partes do norte do México pelos Estados Unidos. Em troca, os Estados Unidos concordavam em pagar 15 milhões de dólares ao México como compensação pelo território apreendido. A liderança militar mexicana foi muitas vezes inexistente, ao menos quando comparada com a liderança norte-americana. E, em muitas das batalhas, o canhão superior das divisões de artilharia dos Estados Unidos e as táticas inovadoras dos seus soldados viraram a maré contra os mexicanos. A guerra custou aos Estados Unidos mais de 100 milhões de dólares, e terminou com a vida de 13 780 militares dos EUA.

## Consequências

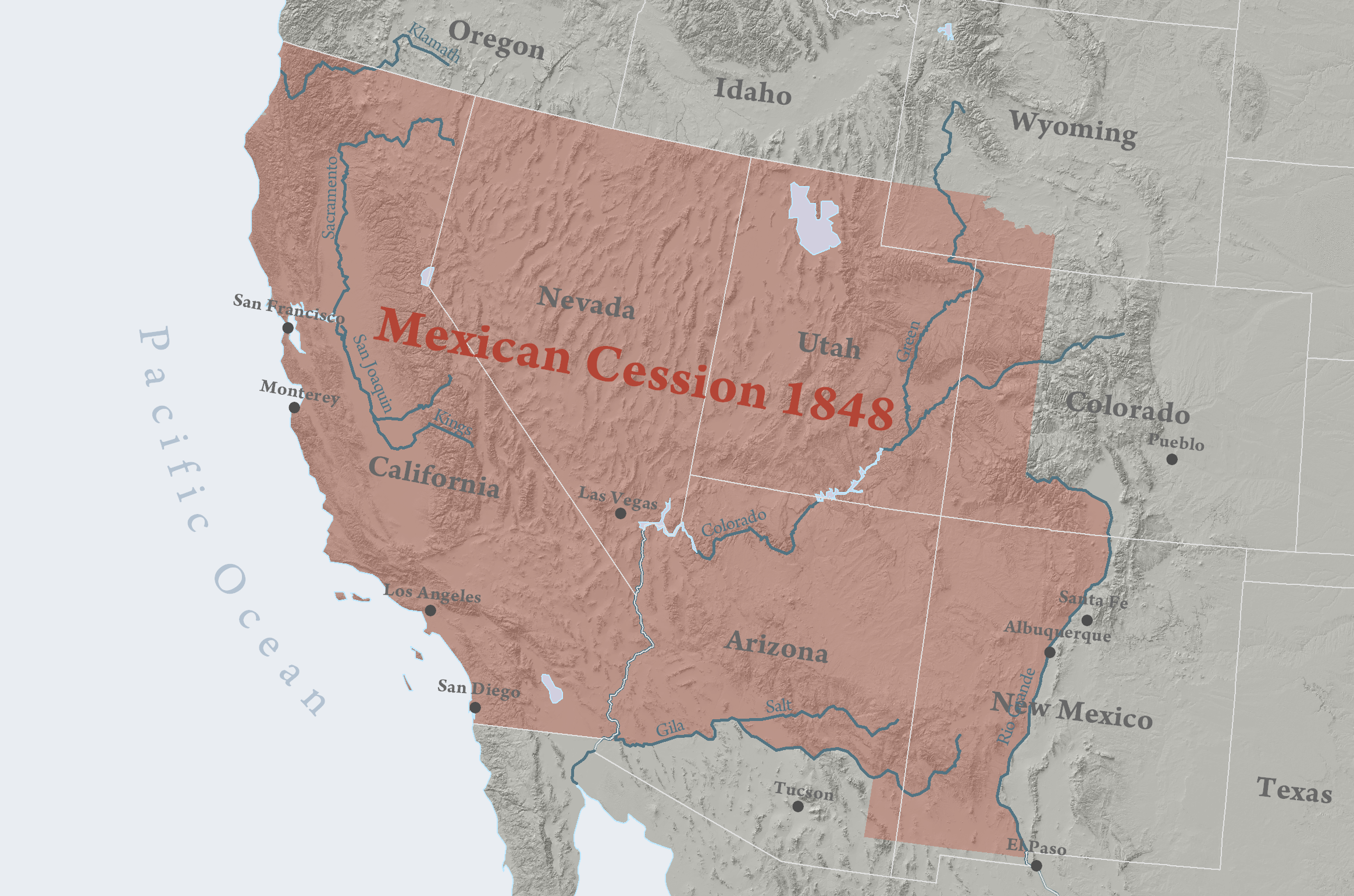
Cessão Mexicana.

Ao final da guerra, o México foi obrigado a ceder grandes regiões do norte do país para os Estados Unidos. As regiões conquistadas compreendem inteiramente os atuais estados de Califórnia, Nevada, Texas e Utah, inteiramente o Estado de Novo México (antes da Compra de Gadsden), e áreas dos Estados de Arizona, Colorado e Wyoming.
O presidente Antonio López de Santa Anna perdeu o poder no México após a guerra.
O general Zachary "Old Rough and Ready" Taylor usou sua fama como um herói de guerra para ganhar a Presidência em 1848. A ironia é que, na verdade, o presidente Polk, um democrata, foi empurrado para a guerra que levou Taylor, um Whig, a conquistar a Casa Branca.
As relações entre os Estados Unidos e o México permaneceram tensas durante muitas décadas por vir, com vários encontros militares ao longo da fronteira.
Para os Estados Unidos, esta guerra proporcionou uma formação em terra para os homens que levariam os exércitos do norte e do sul na Guerra de Secessão próximos.
O conflito entre México e Estados Unidos foi um dos grandes fatores que precipitaram a Guerra Civil dos Estados Unidos. A constituição mexicana não admitia escravidão. Portanto, os novos territórios incorporados aos Estados Unidos eram estados livres. Isso perturbou o frágil equilíbrio de poder existente no congresso entre os estados escravagistas e os livres, e foi um dos fatores determinantes que impulsionaram o velho sul dos EUA para a sua frustrada busca da independência.
Apesar da popularidade inicial da invasão nos Estados Unidos, a guerra foi marcada pelo crescimento de um movimento antiguerra que incluiu pessoas influentes como Ralph Waldo Emerson, Henry David Thoreau e até do ex-presidente John Quincy Adams. O centro do sentimento antiguerra gravitava em torno da Nova Inglaterra, e foi diretamente ligado ao movimento para abolir a escravidão. Texas tornou-se um estado de escravos após sua anexação aos Estados Unidos.
Um aspecto interessante da guerra envolve o destino de desertores do Exército dos EUA de origem irlandesa que se juntou ao exército mexicano como o San Patricio Batallón (Batalhão de São Patrício). Este grupo de imigrantes irlandeses católicos rebelou-se contra o tratamento abusivo por parte de oficiais protestantes, nascidos nos Estados Unidos e no tratamento da população católica do México pelo Exército dos EUA. Neste momento da história americana, os católicos eram uma minoria de maus-tratos, e os irlandeses eram um grupo étnico indesejado nos Estados Unidos. Em setembro de 1847, o Exército dos EUA enforcou dezesseis membros sobreviventes da San Patricio como traidores. Até hoje, eles são considerados heróis no México.
No México, um dia especial é lembrado para comemorar a bravura dos cadetes militares adolescentes na academia militar no Castelo de Chapultepec, que foi atacada pelo exército de Winfield Scott em 13 de setembro de 1847. "Dia de Los Niños Heroes de Chapultepec" (dia dos heróis meninos de Chapultepec), é comemorado todos os anos no aniversário da batalha.
Ordenados a se retirar por seu comandante, esses jovens cadetes que juntaram-se à luta e são homenageados todos os anos, são os quatro cadetes (Francisco Marquez, o mais novo, tinha treze anos) e o seu líder, o tenente Juan de la Barrera o mais velho, 20 anos de idade), que perderam suas vidas nessa batalha.[carece de fontes?]
| “ | Pobre do México, tão longe de Deus e tão perto dos Estados Unidos | ” |

### Obras de referência
- Crawford, Mark; Heidler, Jeanne; Heidler, David Stephen, eds. (1999). Encyclopedia of the Mexican War. [S.l.]: Bloomsbury Academic. ISBN 978-1-57607-059-8
- Frazier, Donald S. ed. The U.S. and Mexico at War, (1998), 584; uma enciclopédia com 600 artigos de 200 estudiosos

### Histórias gerais
- Bauer, Karl Jack (1992). The Mexican War: 1846–1848. [S.l.]: University of Nebraska Press. ISBN 978-0-8032-6107-5
- De Voto, Bernard, Year of Decision 1846 (1942).
- Greenberg, Amy S. A Wicked War: Polk, Clay, Lincoln, and the 1846 U.S. Invasion of Mexico (2012). ISBN 9780307592699 e Entrevista com o Autor Correspondentew no Pritzker Military Library em 7 de dezembro de 2012
- Guardino, Peter. The Dead March: A History of the Mexican-American War. Cambridge: Harvard University Press (2017). ISBN 978-0-674-97234-6
- Henderson, Timothy J. A Glorious Defeat: Mexico and Its War with the United States (2008)
- Meed, Douglas. The Mexican War, 1846–1848 (2003).
- Merry Robert W. A Country of Vast Designs: James K. Polk, the Mexican War and the Conquest of the American Continent (2009)
- Smith, Justin Harvey. The War with Mexico, Vol 1. (2 vol 1919), full texto online.
- Smith, Justin Harvey. The War with Mexico, Vol 2. (1919). full texto online.

### Militar
- Bauer K. Jack. Zachary Taylor: Soldier, Planter, Statesman of the Old Southwest. Louisiana State University Press, 1985.
- DeLay, Brian. "Independent Indians and the U.S. Mexican War," American Historical Review 112, no. 1 (Feb. 2007)
- DeLay, Brian. War of a Thousand Deserts: Indian Raids and the Mexican-American War. New Haven: Yale University Press 2009.
- Dishman, Christopher, A Perfect Gibraltar: The Battle for Monterrey, Mexico, University of Oklahoma Press, 2010 ISBN 0-8061-4140-9.
- Eisenhower, John. So Far From God: The U.S. War with Mexico, Random House (1989).
- Eubank, Damon R., Response of Kentucky to the Mexican War, 1846–1848. (Edwin Mellen Press, 2004), ISBN 978-0-7734-6495-7.
- Foos, Paul. A Short, Offhand, Killing Affair: Soldiers and Social Conflict during the Mexican-War. Chapel Hill: University of North Carolina Press 2002.
- Fowler, Will. Santa Anna of Mexico (2007) 527pp; a major scholarly study
- Frazier, Donald S. The U.S. and Mexico at War, Macmillan (1998).
- Hamilton, Holman, Zachary Taylor: Soldier of the Republic, (1941).
- Huston, James A. The Sinews of War: Army Logistics, 1775–1953 (1966), U.S. Army; 755p. pp 125–58
- Johnson, Timothy D. Winfield Scott: The Quest for Military Glory (1998)
- Johnson, Timothy D. A Gallant Little Army: The Mexico City Campaign. Lawrence: University of Kansas Press 2007.
- Levinson, Irving. Wars within War: Mexican Guerrillas, Domestic Elites and the United States of America 1846–1848. Fort Worth: Texas Christian University Press 2005.
- Lewis, Felice Flannery. Trailing Clouds of Glory: Zachary Taylor's Mexican War Campaign and His Emerging Civil War Leaders. Tuscaloosa: University of Alabama Press 2010.
- Lewis, Lloyd. Captain Sam Grant (1950).
- Martinez, Orlando. The Great Landgrab. Quartet Books (London, 1975)
- McCaffrey, James M. Army of Manifest Destiny: The American Soldier in the Mexican War, 1846–1848 (1994) excerpt and text search
- Smith, Justin H. (1918). «American Rule in Mexico». The American Historical Review. 23 (2): 287–302. ISSN 1937-5239. JSTOR 1836568. doi:10.2307/1836568
- Murphy, Douglas.  Two Armies on the Rio Grande: The First Campaign of the U.S. Mexican War (College Station: Texas A&M Press) 2015.
- Smith, Justin Harvey. The War with Mexico. 2 vol (1919). Vencedor do Prêmio Pulitzer. texto online completo.
- Winders, Richard Price. Mr. Polk's Army: The American Military Experience in the Mexican War. College Station" Texas A&M Press (1997)
- Clodfelter, M. (2017). Warfare and Armed Conflicts: A Statistical Encyclopedia of Casualty and Other Figures, 1492–2015 4th ed. [S.l.]: McFarland. ISBN 978-0786474707

### Político e diplomático
- Beveridge, Albert J. Abraham Lincoln, 1809–1858. Volume: 1. 1928.
- Brack, Gene M. Mexico Views Manifest Destiny, 1821–1846: An Essay on the Origins of the Mexican War (1975).
- Fowler, Will. Tornel and Santa Anna: The Writer and the Caudillo, Mexico, 1795–1853 (2000).
- Fowler, Will. Santa Anna of Mexico (2007) 527pp; the major scholarly study trecho e pesquisa de texto
- Jeffrey D. Schultz, Kerry L. Haynie, Andrew L. Aoki, Encyclopedia of Minorities in American Politics: Hispanic Americans and Native Americans, Greenwood Publishing Group, 2000, ISBN 1573561495, 9781573561495
- Giddings, Joshua Reed, Speeches in Congress [1841-1852], J.P. Jewett & Company, 1853.
- Gleijeses, Piero. "A Brush with Mexico" Diplomatic History 2005 29(2): 223–254. ISSN 0145-2096
- Graebner, Norman A. Empire on the Pacific: A Study in American Continental Expansion. (1955).
- Graebner, Norman A. (1978). «Lessons of the Mexican War». Pacific Historical Review. 47 (3): 325–42. ISSN 1533-8584. JSTOR 3637470. doi:10.2307/3637470
- Graebner, Norman A. (1980). «The Mexican War: A Study in Causation». Pacific Historical Review. 49 (3): 405–26. ISSN 1533-8584. JSTOR 3638563. doi:10.2307/3638563
- Greenberg, Amy. A Wicked War: Polk, Clay, Lincoln and the 1846 Invasion of Mexico. New York: Knopf 2012.
- Henderson, Timothy J. A Glorious Defeat: Mexico and Its War with the United States (2007).
- Krauze, Enrique. Mexico: Biography of Power, (1997), livro didático.
- Linscott, Robert N., Editor. 1959. Selected Poems and Letters of Emily Dickinson. Anchor Books, New York. ISBN 0-385-09423-X
- Mayers, David; Fernández Bravo, Sergio A., "La Guerra Con Mexico Y Los Disidentes Estadunidenses, 1846–1848" [The War with Mexico and US Dissenters, 1846–48]. Secuencia [Mexico] 2004 (59): 32–70. ISSN 0186-0348.
- Pinheiro, John C. Manifest Ambition: James K. Polk and Civil-Military Relations during the Mexican War (2007).
- McPherson, James, Battle Cry of Freedom, Penguin Books, 1990, ISBN 9780140125184
- Pletcher David M. The Diplomacy of Annexation: Texas, Oregon, and the Mexican War. University of Missouri Press, 1973.
- Price, Glenn W. Origins of the War with Mexico: The Polk-Stockton Intrigue. University of Texas Press, 1967.
- Reeves, Jesse S. (1905). «The Treaty of Guadalupe-Hidalgo». The American Historical Review. 10 (2): 309–24. ISSN 1937-5239. JSTOR 1834723. doi:10.2307/1834723. hdl:10217/189496
- Reilly, Tom. War with Mexico! America's Reporters Cover the Battlefront. Lawrence: University of Kansas Press 2010.
- Rives, George Lockhart (1913). The United States and Mexico, 1821–1848: a history of the relations between the two countries from the independence of Mexico to the close of the war with the United States. 2. New York: C. Scribner's Sons
- Rodríguez Díaz, María Del Rosario. "Mexico's Vision of Manifest Destiny During the 1847 War" Journal of Popular Culture 2001 35(2): 41–50. ISSN 0022-3840.
- Ruiz, Ramon Eduardo. Triumph and Tragedy: A History of the Mexican People, Norton 1992, livro didático.
- Santoni, Pedro. Mexicans at Arms: Puro Federalists and the Politics of War, 1845–1848. Fort Worth: Texas Christian Press 1996.
- Schroeder John H. Mr. Polk's War: American Opposition and Dissent, 1846–1848. University of Wisconsin Press, 1973.
- Scheina, Robert L, "Latin America's Wars Volume I: The Age of the Caudillo, 1791-1899".
- Singletary, Otis A., The Mexican War, Edition, University of Chicago Press, 1962, ISBN 0226760618, 9780226760612.
- Sellers Charles G. James K. Polk: Continentalist, 1843–1846 (1966), a biografia padrão vol 1 e 2 estão online no ACLS e-books
- Smith, Justin Harvey. The War with Mexico. 2 vol (1919). Vencedor do Prêmio Pulitzer. texto online completo.
- Stephenson, Nathaniel Wright. Texas and the Mexican War: A Chronicle of Winning the Southwest. Yale University Press (1921).
- Weinberg Albert K. Manifest Destiny: A Study of Nationalist Expansionism in American History Johns Hopkins University Press, 1935.
- Yanez, Agustin. Santa Anna: Espectro de una sociedad (1996).

### Historiografia, memória e religião
- Benjamin, Thomas. "Recent Historiography of the Origins of the Mexican War," New Mexico Historical Review, Verão de 1979, Vol. 54 edição 3, pp 169–181
- Connors, Thomas G. and Raúl Isaí Muñoz. "Looking for the North American Invasion in Mexico City." American Historical Review, vol. 125, no. 2, abril de 2020, págs. 498–516.
- Faulk, Odie B., and Stout, Joseph A., Jr., eds. The Mexican War: Changing Interpretations (1974)
- Johannsen, Robert. To the Halls of Montezuma: The Mexican War in the American Imagination. New York: Oxford University Press 1985.
- Pinheiro, John C. Missionaries of Republicanism: A Religious History of the Mexican-American War.  New York: Oxford University Press 2014.
- Rodriguez, Jaime Javier. The Literatures of the U.S.-Mexican War: Narrative, Time, and Identity (University of Texas Press; 2010) 306 pages. Covers works by Anglo, Mexican, and Mexican-American writers.
- Van Wagenen, Michael.  Remembering the Forgotten War: The Enduring Legacies of the U.S.-Mexican War. Amherst: University of Massachusetts Press 2012.
- Vázquez, Josefina Zoraida. "La Historiografia Sobre la Guerra entre Mexico y los Estados Unidos," ["A historiografia da guerra entre o México e os Estados Unidos"] Histórica (02528894), 1999, Vol. 23 Edição 2, pp 475–485